# Ронг (напиток)
Ронг (осет. Ронг) — в осетинском нартском эпосе название хмельного напитка, приготовленного особенным образом из мёда.

## Мифология
Ронг в Нартском эпосе описывается как любимый напиток нартов. Будучи очень приятным на вкус, ронг обладал опьяняющими и целебными свойствами.
Впервые ронг приготовил Уацилла, от которого Шатана получила секреты приготовления этого напитка. Без знания этих секретов было очень трудно приготовить ронг. Шатана этим умело пользовалась для получения своей выгоды. Решив стать супругой единственного достойного мужчины, коим по её мнению был брат Урузмаг, Шатана обманула его первую жену Елду, которая должна была приготовить ронг к возвращению Урузмага из годичного похода, но ронг у неё не бродил, потому что Шатана заворожила закваску:

«Сварила-то она его как следует, но когда положила закваску — ронг не стал бродить; это Сатана — хитрость неба, колдовство земли — заворожила его и не давала бродить. Заметалась Эльда: то к ронгу своему бежит, то к Сатане»  .

Шатана пообещала Елде помочь приготовить ронг. Но в обмен за помощь она выпросила у Елды её свадебную одежду и надев её обманула своего брата и вступила с ним в связь.

## Источник
- А. Б. Дзадзиев, Этнография и мифология осетин, Владикавказ, 1994, стр. 116, ISBN 5-7534-0537-1
- Ж. Дюмезиль, Осетинский эпос и мифология, Главная редакция восточной литературы издательства «Наука», М., 1976, стр. 247—249,